# یوکو کاتسوراگی
یوکو کاتسوراگی (انگلیسی: Yōko Katsuragi; ۲۰ اکتبر ۱۹۳۰ – مارس ۲۰۰۷) بازیگر اهل ژاپن بود.